# Moorebdellina meyeri
Moorebdellina meyeri is een ringworm uit de familie van de Piscicolidae. De wetenschappelijke naam van de soort is voor het eerst geldig gepubliceerd in 1997 door Utevsky.